# Peter Klaucke
Peter Hans Herbert Klaucke (* 1943 in der Provinz Ostpreußen) ist ein deutscher Maler, Illustrator und Plastiker.

## Leben

### Privatleben
Klaucke wuchs in Köln auf und lebt seit 1981 in Königsdorf, einem Stadtteil der Stadt Frechen im nordrhein-westfälischen Rhein-Erft-Kreis. Seine Ehefrau Evelyn war als Kostümbildnerin tätig und die gemeinsame Tochter Nina studierte Malerei an der Alanus Hochschule für Kunst und Gesellschaft.

### Ausbildung und berufliche Karriere
Bereits in der Kindheit fiel Klauckes zeichnerisches Talent auf. Er bewarb sich nach der achten Klasse bei einer Kölner Kunstschmiede und erhielt die Zusage für eine Ausbildung. Auf Wunsch seines Vaters musste er jedoch eine andere Karriere einschlagen und absolvierte bei einem Herrenausstatter eine Ausbildung zum Schaufenstergestalter. In diesem Unternehmen arbeitete er bis zu seiner Einberufung zum Wehrdienst 1962.
Während der eineinhalbjährigen Stationierung auf dem Fliegerhorst Nörvenich der Luftwaffe wurde man auf Klauckes malerische Fähigkeiten aufmerksam und gab ihm die Gelegenheit, diese Begabung auf unterschiedliche Weise zu nutzen: Er bemalte beispielsweise Treppenhäuser und zeichnete Grußkarten, Bilder zur Kleiderordnung und von Geschützen sowie Porträts seiner Kameraden. Nach Beendigung des Wehrdienstes arbeitete er zunächst weiterhin im erlernten Beruf des Schaufenstergestalters, bewarb sich allerdings bald an den Kölner Werkschulen und wurde angenommen. Sein dortiges Studium schloss er im September 1971 als Illustrator ab.
Anschließend war Klaucke ein halbes Jahr als Grafiker in einem Werbebüro tätig. Dann wechselte er zu einer Agentur, die hauptsächlich für den WDR arbeitete und bei der er Schnellkarikaturen, Trickgrafiken und Bilder für die wöchentlichen Programmvorschauen erstellen musste. 1979 erhielt er einen Großauftrag von der Programmzeitschrift Hörzu und schaffte so den Schritt in die Selbstständigkeit. Seither arbeitete er als freischaffender Illustrator für zahlreiche namhafte Verlage, für die Werbebranche sowie für journalistische Medien – beispielsweise für den WDR und den Kölner Stadt-Anzeiger. Er illustrierte über 100 Bücher, darunter mehrere Bände der bekannten Kinder- und Jugendsachbuchreihe „Was ist was“.
Seit 2008 hat sich Klaucke verstärkt der Malerei zugewandt. Seine Gemälde von Landschaften, Orten oder Personen sind zumeist gegenständlich und fast nie abstrakt. Darüber hinaus interpretiert er bekannte Gemälde der Kunstgeschichte auf seine eigene Art.